# Чайка Андроник Архипович
Андро́ник Архи́пович Ча́йка (17 травня 1881, с. Ручки, Полтавська губернія, Російська імперія — 19 липня 1968) — засновник вітчизняної урології, генерал-майор медичної служби, заслужений діяч науки УРСР (1947), доктор медицини (1914), професор, завідувач кафедри урології Київського медичного інституту (1929—1941, 1945—1961).

## Біографія

Могила Андроника Чайки

Народився в 1881 році селі Ручки (нині Гадяцького району Полтавської області) в селянській родині. Після закінчення школи і Полтавського фельдшерського училища в 1902 р. був прийнятий на службу молодшим фельдшером в Кременчуцький місцевий лазарет. В 1906 р. звільнений в запас у зв'язку зі вступом в Імператорську військово-медичну академію, по закінченню якої у 1911 р. наказом по військово-санітарному відомству назначений лікарем у 171-й піхотний Комбринський полк, в якому за використання казенної стипендії військового відомства мав відслужити три роки і три місяці. Не відправляючись до місця служби, Коференцією Академії, і з дозволу Військового міністра, відряджений лікарем для вдосконалення при Клінічному військовому госпіталі (та військово-медичної академії) на три роки.
За два роки роботи у клініці С. П. Федорова, А. А. Чайка оволодів майстерністю хірургії органів черевної порожнини, тазу і грудної клітини, травматологією і гінекологією, а також іншими розділами медицини. Особливо багато молодий вчений займався урологією — областю хірургії, котра особливо інтенсивно розроблялася в клініці С. П. Федорова. 3 травня 1914 р. Андроник Архипович захистив докторську дисертацію на тему «К технике нефротомии. Экспериментально-клиническое исследование».

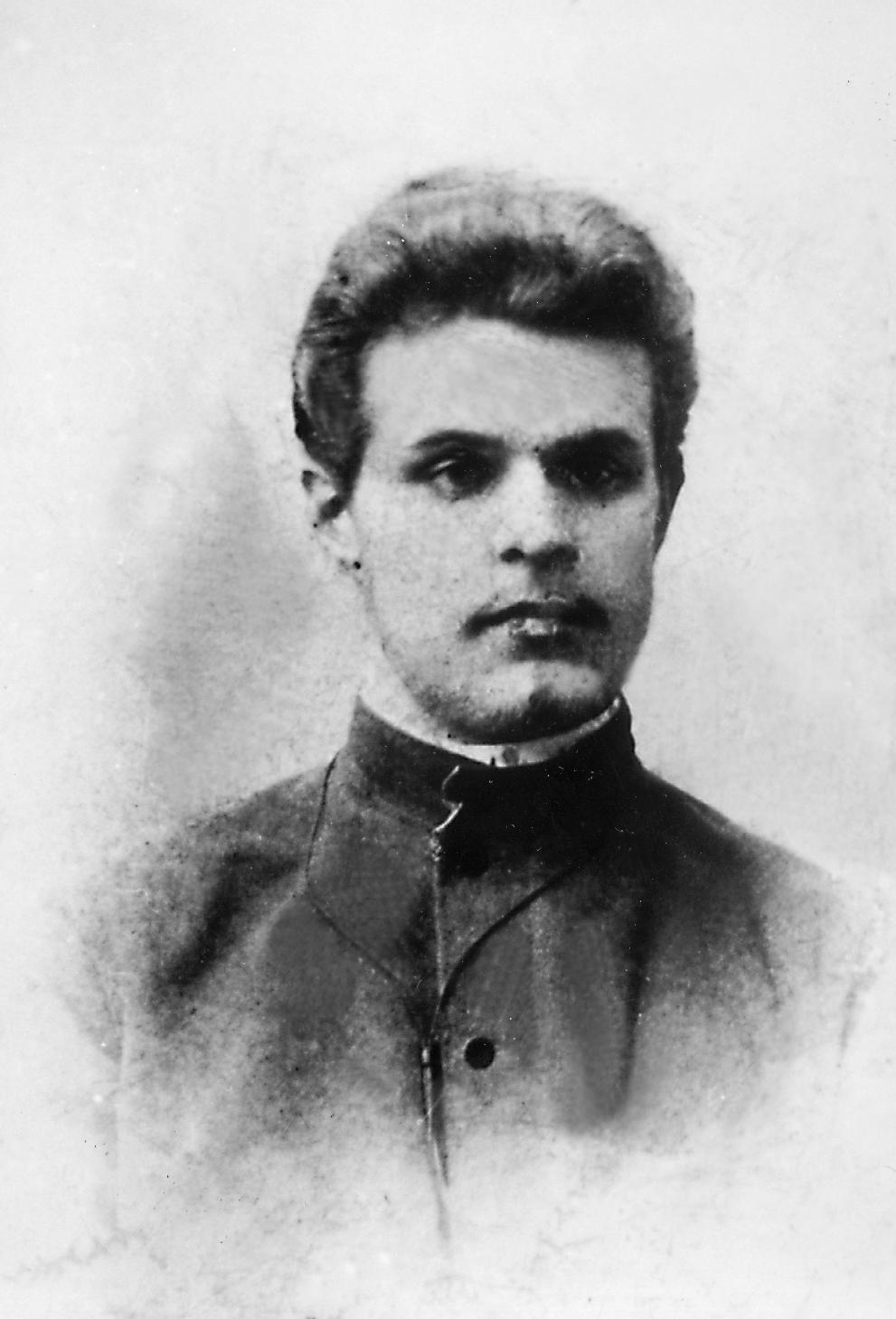
Андроник Чайка в юні роки

За успішне закінчення ад'юнктури Академія надала А. А. Чайці можливість поїхати на три роки в клініки Західної Європи для вдосконалення знань. Проте цій подорожі не доля була скластися — почалась Перша світова війна.
У зв‘язку з початком війни був мобілізований та направлений в штаб 41-ї піхотної дивізії, яка дислокувалася в м. Казань. Тут був назначений помічником дивізійного лікаря, працював у дивізійному лазареті. 2 вересня 1914 р. зі своєю дивізією був направлений на фронт. Служба А. А. Чайки проходила успішно, керівництво його цінувало. Він неодноразово заохочувався: 2 грудня 1914 р. наказом по 4-й армії нагороджений орденом святого Станіслава 3-го ступеня з мечами, 18 квітня 1915 р. наказом по 4-й армії до ордена був приєднаний бант. За виконання своїх обов'язків під вогнем ворога орденом святої Анни 3-го ступеня (18 квітня 1915), в «бытность под действительным артилерийским огнем неприятеля в д. Пшеволока» найвищим наказом від 12 червня 1916 р. по 4-й армії нагороджений орденом святого Станіслава 2-го ступеня, 22 жовтня 1916 р. «за отличное исполнение обязаностей службы под огнем неприятеля» нагороджений орденом святої Анни 2-го ступеня з мечами. До цього часу А. А. Чайка вже був у чині колежського асесора (з 3 травня 1914 р.). 8 листопада 1916 р. його підвищили у посаді. Наказом начальника санітарної частини був назначений Головним лікарем 183-го польового запасного госпіталю.
У воєнний час лікарі довго не затримувались на одній посаді. Після кількох переведень А. А. Чайка 11 квітня 1918 р. наказом по військово-санітарній частині призначають на посаду завідувача відділу Клінічного військового госпіталю в м. Києві.
Наказом «Військової офіції» Української Народної Республіки (по головній Санітарній Управі з 15 квітня) затверджений «в займаємій посаді завідувача Урологічним відділом Клінічного Військового шпиталю». Із зміною влади і переходу госпіталю від одного підпорядкування до іншого в послужному списку А. А. Чайки наявні і відповідні записи: «от 19 августа 1919 г. оставлен в должности временно исполняющего обязаности старшего ординатора Киевского госпиталя».
Після прочитання в 1922 р. А. А. Чайкою пробної лекції «О методах свободной пластики при больших травматических дефектах уретры» в Київському медичному інституті, йому доручили доцентуру по урології, при кафедрі факультетської хірургії, яку очолював професор О. П. Кримов. Доцентським курсом завідував до 1929 р.
В 1929 р. Андроник Архипович організовує і керує кафедрою урології в Київському інституті вдосконалення лікарів. Навчальною базою кафедри так і лишається урологічний відділ Київського військового госпіталю. Посади завідувача урологічного відділення госпіталю і завідувача кафедри урології поєднував до 1941 р.
З початком Другої Світової війни А. А. Чайка, як найдосвідченіший хірург, керував усією хірургічною роботою госпіталю. Пізніше відбув із госпіталем в евакуацію (Харків, Томськ, Балашов), де він очолював відділення для поранених в грудну і черевну порожнину — одне з найважчих у госпіталі.
В 1943 р. Андроник Архипович був призначений на посаду головного хірурга УФЕП-148 3-го Українського фронту. З уведенням у цьому ж році для лікарів військових звань Державним комітетом оборони, А. А. Чайці було присвоєно військове звання полковника медичної служби.
Після повернення у 1944 р. до Києва А. А. Чайка був призначений головним хірургом Київського окружного військового госпіталю. На дійсній військовій службі в госпіталі А. А. Чайка знаходився до 1949 р. і пішов у відставку в званні генерал-майора медичної служби.
З 1945 р. професор А. А. Чайка поновив і свою педагогічну діяльність, очоливши кафедру і клініку урології Київського медичного інституту. До звільнення з армії він мав дві клініки: одну — в госпіталі, другу — в Жовтневій лікарні, після звільнення — тільки в лікарні. Дуже скоро його кафедра стала провідною в республіці, де було підготовлено декілька поколінь урологів. Кафедру професор А. А. Чайка очолював до 1961 р., і пішов на пенсію у 80-річному віці.
Помер у 19 липня 1968 р. Похований в Києві на Байковому кладовищі, пам'ятник встановлено 1970 року, скульптор К. А. Кузнецов.

## Наукова робота
Автор близько 150 наукових робіт. Науковий напрямок — захворювання нирок та інших органів системи сечовиділення, проблеми гнійної хірургії. Розробив оригінальну техніку нефротомії і відновлення сечовивідного каналу при його облітерації. Один із засновників урологічної школи в України.
Учні — академік О. Ф. Возіанов, професори О. В. Проскура, Б. Л. Полонський, Ю. Г. Єдиний.

## Нагороди
Нагороджений орденом Леніна, двома орденами Червоного Прапора, орденом Червоної Зірки, медалями.